# Eustomias quadrifilis
Eustomias quadrifilis és una espècie de peix de la família dels estòmids i de l'ordre dels estomiformes.

## Hàbitat
És un peix marí i d'aigües profundes que viu entre 250-500 m de fondària.

## Distribució geogràfica
Es troba a l'est de Nova Jersey (Estats Units).